# (300177) 2006 WD33
(300177) 2006 WD33 es un asteroide perteneciente al cinturón exterior de asteroides descubierto el 16 de noviembre de 2006 por el equipo del Spacewatch desde el Observatorio Nacional de Kitt Peak, Arizona, Estados Unidos.

## Designación y nombre
Designado provisionalmente como 2006 WD33.

## Características orbitales
2006 WD33 está situado a una distancia media del Sol de 3,236 ua, pudiendo alejarse hasta 3,524 ua y acercarse hasta 2,948 ua. Su excentricidad es 0,088 y la inclinación orbital 10,04 grados. Emplea 2126,71 días en completar una órbita alrededor del Sol.

## Características físicas
La magnitud absoluta de 2006 WD33 es 15,9. 